# Розина (монета)
Розина (итал. Rosina, Pezzo d'oro della rosa) — тосканская золотая монета, чеканившаяся великим герцогом тосканским Козимо III Медичи.
На аверсе изображался герб Тосканского герцогства, легенда «D·G·M·DVX·ETRVR·COSMVS·III» и год чеканки, на реверсе — пучок из трёх роз с листьями и легенда «GRATIA·OBVIA·VLTIO·QVAESITA», а также место чеканки — «LIBVRNI» (Ливорно), хотя в действительности монеты чеканились во Флоренции. Проба розин была ниже, чем у обычных флоринов.
Чеканились монеты в ½ (в 1718 и 1720 годах), 1 (1717, 1718, 1721) и 2 (1718) розины.